# Urban Mauer
Urban Mauer (* 12. Januar 1968 in Mönchengladbach) ist ein deutscher politischer Beamter (CDU). Seit Juni 2022 ist er Staatssekretär im Ministerium für Schule und Bildung des Landes Nordrhein-Westfalen.

## Leben
Mauer absolvierte von 1988 bis 1995 ein Studium der Betriebswirtschaftslehre an der Universität zu Köln und der Christian-Albrechts-Universität zu Kiel, das er als Diplom-Kaufmann abschloss. 1999 schloss er ein weiteres Studium an der Johannes Gutenberg-Universität Mainz als Diplom-Volkswirt ab. Von 2000 bis 2002 war er wissenschaftlicher Mitarbeiter am Forschungsinstitut für Wirtschaftspolitik an der Johannes Gutenberg-Universität Mainz. 2002 wurde er dort zum Dr. rer. pol promoviert. Von November 2002 bis April 2006 war er Leiter des Referats Volkswirtschaftliche Analyse in der Hessischen Staatskanzlei in Wiesbaden. Von Mai 2006 bis Oktober 2006 war er im Rahmen eines Austauschprogramms zwischen öffentlichem Dienst und Privatwirtschaft bei der Deutschen Bank in Frankfurt am Main tätig. Von November 2006 bis September 2017 war er wieder in der Hessischen Staatskanzlei tätig, zuletzt als Leiter der Planungsgruppe und als stellvertretender Leiter der Planungsabteilung. Von September 2017 bis Juni 2022 war er Leiter der Abteilung Ressortkoordination in der Staatskanzlei des Landes Nordrhein-Westfalen.
Im Zuge der Bildung des Kabinetts Wüst II wurde Mauer am 30. Juni 2022 zum Staatssekretär des von Dorothee Feller geleiteten Ministeriums für Schule und Bildung des Landes Nordrhein-Westfalen berufen. Er folgte Mathias Richter nach.
Mauer ist verheiratet und hat eine Tochter.